# پارا قایقرانی بادبانی در پارالمپیک تابستانی ۲۰۲۴
پارا قایقرانی بادبانی (انگلیسی: Rowing at the 2024 Summer Paralympics) یکی از رویدادهای پارالمپیک تابستانی ۲۰۲۴ بود که از ۳۰ اوت تا ۱ سپتامبر ۲۰۲۴ به میزبانی ورزشگاه آبی سر سور مرن در پاریس برگزار شد.

## جدول مدال‌ها
*   کشور میزبان (فرانسه)
| رتبه           | کشور                | طلا | نقره | برنز | مجموع |
| -------------- | ------------------- | --- | ---- | ---- | ----- |
| ۱              | بریتانیای کبیر      | ۳   | ۱    | ۰    | ۴     |
| ۲              | استرالیا            | ۱   | ۰    | ۱    | ۲     |
| ۲              | اسرائیل             | ۱   | ۰    | ۱    | ۲     |
| ۴              | اوکراین             | ۰   | ۱    | ۰    | ۱     |
| ۴              | ایالات متحده آمریکا | ۰   | ۱    | ۰    | ۱     |
| ۴              | نروژ                | ۰   | ۱    | ۰    | ۱     |
| ۴              | چین                 | ۰   | ۱    | ۰    | ۱     |
| ۸              | فرانسه*             | ۰   | ۰    | ۲    | ۲     |
| ۹              | آلمان               | ۰   | ۰    | ۱    | ۱     |
| مجموع (۹ کشور) | مجموع (۹ کشور)      | ۵   | ۵    | ۵    | ۱۵    |